# Andreas Hagen
 Der er flere personer med dette navn, se Andreas Hagen (flertydig).
Andreas Hagen (født 16. februar 1986) er en norsk fodboldspiller, der spiller for FK Jerv.
Udover FK Jerv har han også spillet i de norske klubber Skeid, Korsvoll IL og Lyn samt danske Viborg FF.

## Klubkarriere
Han skrev kontrakt med Viborg FF i februar 2012 efter to træningsophold i klubben. Først i slutningen af 2011 og derefter i opstartsfasen til forårssæsonen 2012. I første omgang skrev han en halvårig kontrakt med klubben, men fik forlænget kontrakten med 2 år i juni 2012. Han er således at finde i Viborg FF indtil sommeren 2014. Ved kontraktens udløb forlod Hagen klubben efter en nedrykning til 1. division fra Superligaen.
Han skiftede i sommeren 2014 til den norske klub FK Jerv.